# Трескино (Колышлейский район)
Трескино́ — село в Колышлейском районе Пензенской области России. Административный центр Трескинского сельсовета.

## География
Село находится в южной части Пензенской области, в пределах западного склона Приволжской возвышенности, в лесостепной зоне, на берегах реки Колышлей, при автодороге 58К-181, на расстоянии примерно 5 км (по прямой) к востоку от посёлка городского типа Колышлей, административного центра района. Абсолютная высота — 174 м над уровнем моря.

### Климат
Климат характеризуется как умеренно континентальный, с тёплым летом и умеренно холодной продолжительной зимой. Средняя температура воздуха самого холодного месяца (января) составляет −13,2 °C; самого тёплого месяца (июля) — 17 °C. Годовое количество атмосферных осадков — 600 мм, из которых большая часть выпадает в тёплый период.

### Часовой пояс
Село Трескино, как и вся Пензенская область, находится в часовой зоне МСК (московское время). Смещение применяемого времени относительно UTC составляет +3:00.

## Население
| 1747  | 1795  | 1859  | 1897  | 1911  | 1926  | 1939  |
| ----- | ----- | ----- | ----- | ----- | ----- | ----- |
| 1016  | ↗1578 | ↗2037 | ↗2500 | ↘1348 | ↗3616 | ↘2911 |
| 1959  | 1979  | 1989  | 1996  | 2002  | 2010  | 2021  |
| ↘1365 | ↘1115 | ↗1134 | ↗1179 | ↘1146 | ↗1151 | ↘916  |

### Национальный состав
Согласно результатам переписи 2002 года, в национальной структуре населения русские составляли 96 %.

## Улицы
| - ул. 60 лет Октября, - ул. Белинского, - ул. Гагарина, - ул. Заречная, - ул. Колхозная, - ул. Кооперативная, | - ул. Кулакова, - ул. Мира, - ул. Молодёжная, - ул. Набережная, - ул. Октябрьская, - ул. Парковая, | - ул. Российская, - ул. Садовая, - ул. Свободы, - ул. Советская, - ул. Транспортная. |

## Известные уроженцы
- Карманов, Иван Петрович (1892—1941) — советский военачальник, генерал-майор.